# Gabrielle Bertrand (exploratrice)
Pour les articles homonymes, voir Gabrielle Bertrand et Bertrand.
Gabrielle Bertrand (Reims, 29 mars 1908 - Paris 7e, 16 février 1961) est une journaliste, écrivaine et exploratrice qui a parcouru le monde dans des conditions aventureuses. Outre ses articles de presse, elle publie un grand nombre de récits de voyage. Gabrielle Bertrand appartient à la famille des exploratrices, comme Alexandra David-Neel ou Ella Maillart qui ont voyagé, souvent seules, dans des contrées méconnues et parfois troublées. Gabrielle Bertrand a son cœur en Asie : Mongolie. Mandchourie, Chine du Nord et Assam sont ses territoires de prédilection.

## Biographie
Gabrielle Bertrand naît en 1908. « J'avais quatre ans quand la guerre de 1914 éclata. Ma famille gérait des terres en Lorraine. Mon père, mes oncles furent tués et les femmes de chez nous furent envoyées aux fermes. Moi aussi : en ce temps-là, on demandait aux petites filles d'être déjà des femmes, et aux femmes d'être des hommes. ». Elle est une enfant récalcitrante, réfractaire à toute discipline. « dans les écuries ou dans les prés, je lisais Robinson Crusoé, et à sept ans je galopais, à cheval, sur la colline en rêvant à toutes les images de mon livre de géographie. ».
On la met finalement en pension mais elle ne s'intéresse qu'à la géographie et l'histoire et n'obtient aucun diplôme. Elle entre ensuite à l’École protestante d'assistance aux malades à Paris. Mais elle échoue à l'examen médical et à l'âge de 23 ans, part à Berlin où elle travaille d'abord chez un chirurgien, fait de la figuration dans le film Jeunes filles en uniforme de Leontine Sagan, et travaille quelque temps comme secrétaire d'Albert Einstein avec qui elle partage le goût des randonnées et de la voile. Grâce à lui, elle rencontre les grands maîtres à penser de l'époque, scientifiques, philosophes et écrivains.
Elle décide de devenir reporter. Après avoir écrit un article sur Albert Einstein, elle persuade Léon Bailby de l'envoyer en reportage. De 1933 à 1935, elle parcourt ainsi l'Algérie, la Tunisie et le Maroc où elle couvre les dernières opérations militaires dans le sud-marocain. Elle obtient alors un poste de correspondante de guerre pour L'Intransigeant.
En 1934, elle donne naissance à Ibiza, à une petite fille qui deviendra l'actrice Hélène Lætitia Yalon. D'après Johnny Amore, le père est un activiste engagé aux côtés de l'armée républicaine dans la Guerre civile espagnole. Il aurait été arrêté en 1944 par les nazis, déporté à Auschwitz et assassiné. En raison des origines juives de la famille, l'enfant grandit, cachée dans les Pyrénées et dans un pensionnat suisse.
En 1935, Gabrielle Bertrand est aux frontières de la Sibérie, pendant l'hiver 1936-1937, elle traverse seule le désert de Gobi, parcourt la Mandchourie, la Mongolie, la Chine du Nord, la Corée et le Japon,. Elle repart en Chine en 1938 comme correspondante de guerre pour Le Petit Parisien que dirigeait Elie Bois. Au moment de la Guerre sino-japonaise, elle est expulsée et se rend en Indochine où elle vit pendant huit mois dans les hauts plateaux auprès du peuple Moï. Cette aventure sera le sujet des livres Peuple de la jungle (1952) et La Route aux armes (1953).
Elle fait partie des fondateurs de la Société des explorateurs français, communément appelée  "Club des explorateurs" qui rassemble des camarades de mêmes goûts et de mêmes vocations : Bertrand Flornoy, Paul-Emile Victor, Bernard de Colmont. Ils sont rejoints par d'autres, comme François Balsan, Jean-Paul Lebeuf , Bernard Pierre, Jacques Soubrier, Maurice Herzog, Norbert Casteret... Elle est alors correspondante pour L'Intransigeant, Le Petit Parisien, Marianne et Eve.
La Seconde guerre mondiale arrête ses voyages lointains. Elle retourne en France s'occuper de sa fille. On sait qu'elles ont séjourné à Vichy puis à Saint-Paul-de-Vence. Grièvement blessée en 1943, Gabrielle Bertrand se fait soigner à Ville-d'Avray puis séjourne dans les Pyrénées où elle accueille des maquisards.
À la Libération, elle fait l'objet d'une dénonciation qui lui vaut d'être emprisonnée dans un camp près de Marseille durant trois mois, avant d'être libérée et de travailler pour Alger-Soir.

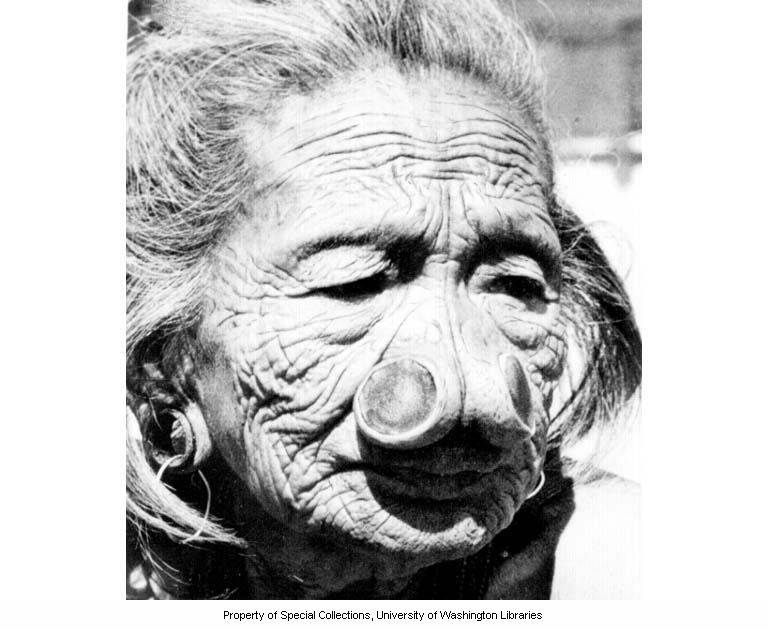
Femme Apatani, autour de 1954

En 1952, elle quitte l'Afrique du Nord pour organiser une expédition en Assam sous le patronage de la Société de géographie, du Musée de l'homme et du Musée indien de Calcutta. « Je pus enfin, en 1952, m'en aller vers l'Inde où m'attirait violemment une province mystérieuse : l'Assam. Je désirais étudier les populations peu connues, et dont certaines n'avaient jamais eu de contact avec le monde extérieur, qui vivent dans les montagnes et la vallée du Brahmapoutre. ». La région est dangereuse mais elle refuse la protection offerte par le gouvernement et voyage avec un Français, M. Naz, et un Indien M. Muknerg . Elle va y passer deux ans, rencontrant les Apatani, une peuplade encore inconnue. À son retour elle reçoit la Grande Médaille d'argent de la Société de Géographie et le Prix Francis Garnier.
Elle retourne en Assam où elle passe dix mois dans la jungle pour filmer les dernières captures d'éléphants sauvages, qui se pratiquent au lasso, dans les grandes réserves de la vallée du Brahmapoutre. Le film Une histoire d'éléphant est sélectionné au Festival de Venise et un livre A la recherche des éléphants sauvages fait le récit de cette expédition.
Gabrielle Bertrand décède en 1961 à Paris d'une hémorragie cérébrale alors qu'elle préparait un nouveau voyage au Népal. Elle laisse sa fille Lætitia Yalon, peintre et comédienne, qui aura à son tour un fils, Nimrod Yalon, décédé à l'âge de 17 ans, et deux filles, Inbal Yalon, actrice et art thérapeute, Natalie Yalon, metteuse en scène et directrice du Studio Michael Chekhov Brussels,.

## Publications
- Terres secrètes où règnent les femmes. Deux ans parmi les tribus tibétaines de l'Assam, Paris : Amiot-Dumont, 1956
- Le Peuple de la jungle : Hommes, bêtes et légendes du pays Moï, 1952
- La Route aux armes, Paris, Amiot-Dumont, 1953
- À la recherche des éléphants sauvages, Paris, Hachette, 1960
- Seule dans l'Asie troublée : Mandchoukuo-Mongolie, 1936-1937, Paris, Plon, 1937
- Avec Paul-Émile Victor, François Balsan, Norbert Casteret, Jean-Paul Lebeuf, Jacques Soubrier, Gabrielle Bertrand, Bertrand Flornay, Bernard Pierreure, L'Aventure, notre vocation, Paris, Amiot-Dumont, 1953

## Distinctions
- Grande Médaille d'argent de la Société de Géographie[3]
- Prix Francis Garnier[3].